# フェリペ・エスクラ
- フェリペ・エスクーラ

フェリペ・エスクラ（Felipe Ezcurra、1993年4月15日 - ）は、ハグアレスXVに所属するラグビー選手。

## プロフィール
- アルゼンチン・ブエノスアイレス出身[1]。
- ポジションはスクラムハーフ(SH)。
- 身長 178cm、体重 89kg
- U20アルゼンチン代表に選ばれたことがある[2]。
- アルゼンチン代表キャップは10（2021年2月現在）でラグビーワールドカップ2019のアルゼンチン代表に選ばれた[3]。

## 略歴
パンパスXV、ハグアレス、レスター・タイガース、ハグアレスを経て、2020年、ハグアレスXVに加入。